# Guido Fiorini
Guido Fiorini (Bologna, 1º luglio 1891 – Parigi, 28 dicembre 1965) è stato un architetto e scenografo italiano.

## Biografia
Ingegnere, negli anni venti risiedette a Parigi, dedicandosi all'approfondimento dei problemi inerenti alle strutture metalliche nell'edilizia. Nel 1928 progettò e brevettò i primi grattacieli in 'tensistruttura', un nuovo sistema di struttura metallica per edifici a sviluppo verticale che consentiva la costruzione in serie della maggior parte dell'edificio, sorretto al piano terra da pilastri (pilotis): in relazione al loro utilizzo ebbe rapporti con Le Corbusier, interessato all'utilizzo di questa tipologia architettonica nell'ambito del progetto del nuovo piano regolatore di Algeri.
Nel 1931 partecipò alla 2ª Esposizione del Movimento Razionalista, avendo già aderito in precedenza al MIAR (Movimento Italiano Architettura Razionale), aderendo ufficialmente al Futurismo tra il 1932 e il 1935. In quegli anni iniziò ad occuparsi professionalmente di scenografia, sia come scenografo che insegnandola dal 1937 al Centro sperimentale di cinematografia e alla facoltà di Architettura di Roma fino alla sua morte.
Guido Fiorini ha curato le scenografie di vari film di Carmine Gallone, tra i quali Giuseppe Verdi (1938), Marionette (1939), Manon Lescaut (1940), Amami Alfredo (1940), Oltre l'amore (1940), Melodie eterne (1940), L'amante segreta (1941), Primo amore (1941), Le due orfanelle (1942), Odessa in fiamme (1942), Harlem (1943), e Cartagine in fiamme (1953), Tosca (1956). Fu inoltre lo sceneggiatore del film I pirati di Capri (1949).
Ha ottenuto il Nastro d'argento alla migliore scenografia nel 1951 per il film Miracolo a Milano diretto da Vittorio De Sica

## Filmografia

### Scenografo
- Quei due, regia di Gennaro Righelli (1935)
- La gondola delle chimere, regia di Augusto Genina (1936)
- Lo squadrone bianco, regia di Augusto Genina (1936)
- Luci sommerse, regia di Adelqui Millar (1936)
- 30 secondi d'amore, regia di Mario Bonnard (1936)
- Aldebaran, regia di Alessandro Blasetti (1936)
- Il fu Mattia Pascal, regia di Pierre Chenal (1937)
- Teresa Confalonieri, regia di Guido Brignone (1937)
- L'uomo che sorride, regia di Mario Mattoli (1937)
- I tre desideri, regia di Giorgio Ferroni (1937)
- I fratelli Castiglioni, regia di Corrado D'Errico (1937)
- Dir gehört mein Herz, regia di Carmine Gallone (1938)
- Stasera alle undici, regia di Oreste Biancoli (1938)
- L'albero di Adamo, regia di Mario Bonnard (1938)
- Voglio vivere con Letizia, regia di Camillo Mastrocinque (1938)
- Giuseppe Verdi, regia di Carmine Gallone (1938)
- La principessa Tarakanova, regia di Fëdor Ozep e Mario Soldati (1938)
- Marionette, regia di Carmine Gallone (1939)
- Terra di fuoco, regia di Giorgio Ferroni e Marcel L'Herbier (1939)
- Belle o brutte si sposan tutte..., regia di Carlo Ludovico Bragaglia (1939)
- Castelli in aria, regia di Augusto Genina (1939)
- I grandi magazzini, regia di Mario Camerini (1939)
- Il carnevale di Venezia, regia di Giuseppe Adami e Giacomo Gentilomo (1939)
- Carmen fra i rossi, regia di Edgar Neville (1939)
- Il peccato di Rogelia Sanchez, regia di Carlo Borghesio e Roberto de Ribón, anche la versione spagnola, Santa Rogelia (1940)
- Amami Alfredo, regia di Carmine Gallone (1940)
- Manon Lescaut, regia di Carmine Gallone (1940)
- Oltre l'amore, regia di Carmine Gallone (1940)
- Abbandono, regia di Mario Mattoli (1940)
- Melodie eterne, regia di Carmine Gallone (1940)
- Una famiglia impossibile, regia di Carlo Ludovico Bragaglia (1941)
- Beatrice Cenci, regia di Guido Brignone (1941)
- L'amante segreta, regia di Carmine Gallone (1941)
- Primo amore, regia di Carmine Gallone (1941)
- Odessa in fiamme, regia di Carmine Gallone (1942)
- Giungla, regia di Nunzio Malasomma (1942)
- Turbamento, regia di Guido Brignone (1942)
- Via delle cinque lune, regia di Luigi Chiarini (1942)
- Le due orfanelle, regia di Carmine Gallone (1942)
- La bella addormentata, regia di Luigi Chiarini (1942)
- La contessa Castiglione, regia di Flavio Calzavara (1942)
- La donna del peccato, regia di Harry Hasso (1942)
- Harlem, regia di Carmine Gallone (1943)
- I bambini ci guardano, regia di Vittorio De Sica (1944)
- La locandiera, regia di Luigi Chiarini (1944)
- Nessuno torna indietro, regia di Alessandro Blasetti (1945)
- Pronto, chi parla?, regia di Carlo Ludovico Bragaglia (1946)
- Il delitto di Giovanni Episcopo, regia di Alberto Lattuada (1947)
- I miserabili, regia di Riccardo Freda (1948)
- Gli uomini sono nemici, regia di Ettore Giannini (1948)
- I pirati di Capri, regia di Edgar G. Ulmer e Giuseppe Maria Scotese (1949)
- Santo disonore, regia di Guido Brignone (1950)
- È l'amor che mi rovina, regia di Mario Soldati (1951)
- Miracolo a Milano, regia di Vittorio De Sica (1951)
- O.K. Nerone, regia di Mario Soldati (1951)
- Le avventure di Mandrin, regia di Mario Soldati (1952)
- Il sogno di Zorro, regia di Mario Soldati (1952)
- Madonna delle rose, regia di Enzo Di Gianni (1953)
- La voce del silenzio, regia di Georg Wilhelm Pabst (1953)
- Il pupo, episodio di Tempi nostri - Zibaldone n. 2, regia di Alessandro Blasetti (1954)
- Gli ultimi cinque minuti, regia di Giuseppe Amato (1955)
- La bella mugnaia, regia di Mario Camerini (1955)
- Tosca, regia di Carmine Gallone (1956)
- Cartagine in fiamme, regia di Carmine Gallone (1960)

### Sceneggiatore
- I pirati di Capri, regia di Edgar G. Ulmer e Giuseppe Maria Scotese (1949)

## Riconoscimenti
Nastro d'argento alla migliore scenografia:
- 1951: Miracolo a Milano